# تسارنتین آن در زال‌زی
شهر تسارنتین آن در زال‌زی (به آلمانی: Zarrentin am Schaalsee) در ایالت مکلنبورگ-فورپومن در کشور آلمان واقع شده‌است.